# Europese kampioenschappen veldrijden 2018
De Europese kampioenschappen veldrijden 2018 waren de 16de editie van de Europese kampioenschappen veldrijden. Het kampioenschap vond plaats van vrijdag 2 tot en met zondag 4 november 2018 in het Noord-Brabantse Rosmalen. Het kampioenschap werd georganiseerd door de Stichting Grote Prijs van Brabant/Libema Profcycling BV onder auspiciën van de Europese Wielerunie.
De Belgische selectie bestond o.a. uit de wereldkampioenen Sanne Cant en Wout van Aert, als ook de Europees kampioen van 2016 Toon Aerts en bij de mannen belofte de uittredend kampioen Eli Iserbyt. Namens Nederland gaan o.a. uittredend kampioen Mathieu van der Poel en tweevoudig Europees kampioen Marianne Vos van start.
Het kampioenschap bestond uit de volgende categorieën:
| • Mannen elite (23 jaar en ouder)   | 0000 1996 en ouder |
| • Mannen beloften (19 t/m 22 jaar)  | 0000 1997 - 2000   |
| • Jongens junioren (17 t/m 18 jaar) | 0000 2001 - 2002   |
|                                     |                    |
| • Vrouwen elite (23 jaar en ouder)  | 0000 1996 en ouder |
| • Vrouwen beloften (17 t/m 22 jaar) | 0000 1997 - 2002   |

## Programma
Alle tijden zijn lokaal (UTC+1).
| Datum                    | Tijd          | Categorie                                                                                               |
| ------------------------ | ------------- | --- |
| Vrijdag 2 november 2018  | 11:00 - 11:30 | Mannen masters 75+ Mannen masters 70-74 Vrouwen masters 60+ Vrouwen masters 55-59 Vrouwen masters 50-54 |
| Vrijdag 2 november 2018  | 11:45 - 12:30 | Mannen masters 65-69 Mannen masters 60-64 Vrouwen masters 45-49 Vrouwen masters 40-44                   |
| Vrijdag 2 november 2018  | 12:45 - 13:30 | Mannen masters 55-59 Mannen masters 50-54                                                               |
| Zaterdag 3 november 2018 | 11:45 - 12:30 | Mannen masters 45-49 Mannen masters 40-44 Vrouwen masters 35-39 Vrouwen masters 30-34                   |
| Zaterdag 3 november 2018 | 12:45 - 13:45 | Mannen masters 35-39 Mannen masters 30-34                                                               |
| Zondag 4 november 2018   | 09:15 - 10:00 | Jongens junioren                                                                                        |
| Zondag 4 november 2018   | 10:30 - 11:25 | Vrouwen beloften                                                                                        |
| Zondag 4 november 2018   | 12:00 - 13:00 | Mannen beloften                                                                                         |
| Zondag 4 november 2018   | 13:45 - 14:45 | Vrouwen elite                                                                                           |
| Zondag 4 november 2018   | 15:15 - 16:15 | Mannen elite                                                                                            |

## Belgische en Nederlandse selectie

### België
- Mannen elite − Toon Aerts, Quinten Hermans, Tim Merlier, Daan Soete, Laurens Sweeck, Wout van Aert, Michael Vanthourenhout, Gianni Vermeersch (reserves: Jens Adams, Vincent Baestaens, Tom Meeusen, Kevin Pauwels)
- Vrouwen elite − Sanne Cant, Loes Sels, Kim Van de Steene, Ellen Van Loy, Laura Verdonschot
- Mannen beloften − Jarno Bellens, Eli Iserbyt, Timo Kielich, Lander Loockx, Toon Vandebosch, Niels Vandeputte, Pieter-Jan Vliegen (reserves: Yentl Bekaert, Niels Derveaux en Andreas Goeman)
- Vrouwen beloften − Axella Bellaert, Jinse Peeters en Marthe Truyen
- Jongens junioren − Ryan Cortjens, Ward Huybs, Witse Meeussen, Thibau Nys, Jelle Vermooite en Wout Vervoort (reserves: Lennert Belmans, Yorben Lauryssen en Jetze van Campenhout)

Bondscoach: Sven Vanthourenhout

### Nederland
- Mannen elite − Mathieu van der Poel, David van der Poel, Lars van der Haar, Corné van Kessel, Stan Godrie, Sieben Wouters, Joris Nieuwenhuis en Gosse van der Meer
- Vrouwen elite − Marianne Vos, Maud Kaptheijns, Annemarie Worst, Sophie de Boer, Denise Betsema, Geerte Hoeke en Lizzy Witlox
- Mannen beloften − Jens Dekker, Maik van der Heijden, Kyle Achterberg, Mees Hendrikx, Ryan Kamp, Roel van der Stegen, Bart Artz en Thymen Arensman
- Vrouwen beloften − Ceylin del Carmen Alvarado, Inge van der Heijden, Fleur Nagengast, Manon Bakker, Shirin van Anrooij, Puck Pieterse, Yara Kastelijn en Aniek van Alphen
- Jongens junioren − Pim Ronhaar, Luke Verburg, Noah Vreeswijk, Hugo Kars, Lars Boven, Twan van der Drift, Pete Uptegrove, Salvador Alvarado

Bondscoach: Gerben de Knegt

## Medailleoverzicht
| Categorie        | Goud                       | Goud     | Zilver               | Zilver | Brons           | Brons  |
| Mannen           | Mannen                     | Mannen   | Mannen               | Mannen | Mannen          | Mannen |
| ---------------- | -------------------------- | -------- | -------------------- | ------ | --------------- | ------ |
| Mannen elite     | Mathieu van der Poel       | 1u02'35" | Wout van Aert        | + 14"  | Laurens Sweeck  | + 18"  |
| Mannen beloften  | Tom Pidcock                | 50'22"   | Eli Iserbyt          | + 30"  | Antoine Benoist | + 45"  |
| Jongens junioren | Pim Ronhaar                | 44'53"   | Witse Meeussen       | + 14"  | Thibau Nys      | + 21"  |
| Vrouwen          |                            |          |                      |        |                 |        |
| Vrouwen elite    | Annemarie Worst            | 40'24"   | Marianne Vos         | + 2"   | Denise Betsema  | + 2"   |
| Vrouwen beloften | Ceylin del Carmen Alvarado | 40'31"   | Inge van der Heijden | + 22"  | Fleur Nagengast | + 49"  |

## Resultaten

### Mannen elite
| Plaats                  | Naam                   | Tijd     |
| ----------------------- | ---------------------- | -------- |
| Europeese kampioenstrui | Mathieu van der Poel   | 1u02'35" |
| Zilver                  | Wout van Aert          | + 14"    |
| Brons                   | Laurens Sweeck         | + 18"    |
| 4                       | Michael Vanthourenhout | + 30"    |
| 5                       | Toon Aerts             | + 33"    |
| 6                       | Lars van der Haar      | + 37"    |
| 7                       | Joris Nieuwenhuis      | + 1'08"  |
| 8                       | Quinten Hermans        | + 1'13"  |
| 9                       | Gianni Vermeersch      | + 1'15"  |
| 10                      | Daan Soete             | + 1'16"  |

### Vrouwen elite
| Plaats                  | Naam                | Tijd    |
| ----------------------- | ------------------- | ------- |
| Europeese kampioenstrui | Annemarie Worst     | 40'24"  |
| Zilver                  | Marianne Vos        | + 2"    |
| Brons                   | Denise Betsema      | z.t.    |
| 4                       | Sanne Cant          | + 10"   |
| 5                       | Ellen Van Loy       | + 31"   |
| 6                       | Loes Sels           | + 37"   |
| 7                       | Alice Maria Arzuffi | + 1'08" |
| 8                       | Helen Wyman         | + 1'16" |
| 9                       | Nikki Brammeier     | + 1'21" |
| 10                      | Laura Verdonschot   | + 1'26" |

### Mannen beloften
| Plaats                  | Naam                | Tijd    |
| ----------------------- | ------------------- | ------- |
| Europeese kampioenstrui | Tom Pidcock         | 50'22"  |
| Zilver                  | Eli Iserbyt         | + 30"   |
| Brons                   | Antoine Benoist     | + 45"   |
| 4                       | Ben Turner          | + 1'02" |
| 5                       | Thomas Mein         | + 1'10" |
| 6                       | Maxime Bonsergent   | + 1'12" |
| 7                       | Timo Kielich        | + 1'14" |
| 8                       | Roel van der Stegen | + 1'27" |
| 9                       | Jens Dekker         | + 1'32" |
| 10                      | Loris Rouiller      | + 1'33" |

### Vrouwen beloften
| Plaats                  | Naam                       | Tijd    |
| ----------------------- | -------------------------- | ------- |
| Europeese kampioenstrui | Ceylin del Carmen Alvarado | 40'31"  |
| Zilver                  | Inge van der Heijden       | + 22"   |
| Brons                   | Fleur Nagengast            | + 49"   |
| 4                       | Jana Czeczinkarová         | + 1'02" |
| 5                       | Puck Pieterse              | + 1'21" |
| 6                       | Yara Kastelijn             | + 1'28" |
| 7                       | Sara Casasola              | + 1'55" |
| 8                       | Aniek van Alphen           | + 2'08" |
| 9                       | Marion Norbert-Riberolle   | + 2'09" |
| 10                      | Marthe Truyen              | + 2'12" |

### Jongens junioren
| Plaats                  | Naam           | Tijd    |
| ----------------------- | -------------- | ------- |
| Europeese kampioenstrui | Pim Ronhaar    | 44'53"  |
| Zilver                  | Witse Meeussen | + 14"   |
| Brons                   | Thibau Nys     | + 21"   |
| 4                       | Jelle Vermoote | z.t.    |
| 5                       | Jakub Ťoupalík | + 26"   |
| 6                       | Ward Huybs     | + 27"   |
| 7                       | Luke Verburg   | + 32"   |
| 8                       | Tom Lindner    | + 1'05" |
| 9                       | Wout Vervoort  | + 1'12" |
| 10                      | Ryan Cortjens  | + 1'14" |

## Medaillespiegel
| Plaats | Land                | Goud | Zilver | Brons | Totaal |
| 1      | Nederland           | 4    | 2      | 2     | 8      |
| 2      | Verenigd Koninkrijk | 1    | 0      | 0     | 1      |
| 3      | België              | 0    | 3      | 2     | 5      |
| 4      | Frankrijk           | 0    | 0      | 1     | 1      |
| Totaal | Totaal              | 5    | 5      | 5     | 15     |

## Reglementen

### Landenquota
Nationale federaties mochten per categorie het volgende aantal deelnemers inschrijven:
- 8 rijders + 4 reserve rijders

Daarnaast ontvingen de uittredend Europese kampioenen een persoonlijke startplaats, mits zij nog startgerechtigd waren in de betreffende categorie.

### Startvolgorde
De startvolgorde per categorie was als volgt:
1. Meest recente UCI ranking veldrijden
2. Niet gerangschikte renners: per land in rotatie (o.b.v. het landenklassement van het laatste WK). De startvolgorde van niet gerangschikte renners binnen een team werd bepaald door de nationale federatie.

### Prijzengeld
In onderstaande tabel vindt u de verdeling van het prijzengeld per categorie:
| Pos.   | Mannen elite | Vrouwen elite | Mannen U23 | Vrouwen U23 | Jongens junioren |
| ------ | ------------ | ------------- | ---------- | ----------- | ---------------- |
| 1.     | € 1.400      | € 1.400       | € 700      | € 700       | € 350            |
| 2.     | € 800        | € 800         | € 400      | € 400       | € 200            |
| 3.     | € 600        | € 600         | € 300      | € 300       | € 150            |
| Totaal | € 2.800      | € 2.800       | € 1.400    | € 1.400     | € 700            |

## Uitzendschema
| Land       | Zender                                     | Datum             | Tijd          | Categorie                                            |
| ---------- | ------------------------------------------ | ----------------- | ------------- | ---------------------------------------------------- |
| Europa     | Eurosport Player (digitaal platform)       | Zondag 4 november | 13:00 - 14:30 | Vrouwen elite (live)                                 |
| Europa     | Eurosport Player (digitaal platform)       | Zondag 4 november | 14:30 - 16:00 | Mannen elite (live)                                  |
| België     | VRT (Eén)                                  | Zondag 4 november | 13:45 - 15:05 | Vrouwen elite (live)                                 |
| België     | VRT (Eén)                                  | Zondag 4 november | 15:05 - 16:30 | Mannen elite (live)                                  |
| Denemarken | TV 2 Sport & TV 2 Play (digitaal platform) | Zondag 4 november | 13:45 - 15:05 | Vrouwen elite (live)                                 |
| Denemarken | TV 2 Sport & TV 2 Play (digitaal platform) | Zondag 4 november | 15:05 - 16:30 | Mannen elite (live)                                  |
| Nederland  | NPO 1 (NOS)                                | Zondag 4 november | 13:45 - 15:05 | Vrouwen elite (live)                                 |
| Nederland  | NPO 1 (NOS)                                | Zondag 4 november | 15:05 - 16:30 | Mannen elite (live)                                  |
| Tsjechië   | ČT Sport                                   | Zondag 4 november | 21:40 - 24:05 | Vrouwen elite (uitgesteld) Mannen elite (uitgesteld) |

## Organisatie
Het kampioenschap werd georganiseerd door de Stichting Grote Prijs van Brabant/Libema Profcycling BV onder auspiciën van de Europese Wielerunie. De Stichting Grote Prijs van Brabant had voor het Europees kampioenschap € 75.000 subsidie ontvangen van de provincie Noord-Brabant.
De organisatie had daarnaast een éénmalige bijdrage van € 40.000 ontvangen van de gemeente 's-Hertogenbosch, voortkomend uit het flankerend beleid – beschikbaar gesteld voor incidentele sportevenementen. De organisatie had een verzoek gedaan aan de gemeente om een extra subsidie te verstrekken van een bedrag ad € 75.000. Door het stadsbestuur was aangegeven dat gestreefd moest worden dit bedrag voor een groot deel uit de markt te halen. Hiervoor zijn inspanningen verricht, met toezeggingen van bedrijven tot een bedrag van € 35.000. Dat heeft er toe geleid dat de gemeente uiteindelijk € 40.000 heeft bijgedragen.